# Erich Leibenguth
Erich Leibenguth (* 31. März 1917 in Wellesweiler; † 2. Juni 2005) war ein deutscher Fußballspieler. Bei Hindenburg Allenstein und VfB/Borussia Neunkirchen spielte er Erstligafußball. Er war saarländischer Fußballnationalspieler.
Der gebürtige Saarländer Leibenguth begann beim SV Wellesweiler, kam über Borussia Neunkirchen 1938 als 21-Jähriger zum ostpreußischen Spitzenklub Militärsportverein (MSV) Hindenburg Allenstein und wurde gleich in seiner ersten Saison bei Allenstein Meister der Gauliga Ostpreußen. In der Endrunde um die deutsche Meisterschaft 1939 wurde Leibenguth hauptsächlich als Linksaußenstürmer in allen sechs Spielen der Vorrunde eingesetzt und erzielte drei Tore. Als Vorrundendritter schieden die Allensteiner aus dem weiteren Meisterschaftsgeschehen aus. Nach Ausbruch des Zweiten Weltkrieges wurde der MSV aus der Gauliga zurückgezogen und an seine Stelle trat eine zivile Sportgemeinschaft, die in den folgenden Gaumeisterschaften nur eine untergeordnete Rolle spielte.
Zur Vorbereitung eines Länderspiels gegen Spanien führte der Reichstrainer Sepp Herberger im Februar 1943 einen Vorbereitungslehrgang durch, zu dem auch Leibenguth eingeladen wurde. Es kam jedoch wegen der Ausrufung des „totalen Krieges“ bis zum Ende des Zweiten Weltkrieges zu keinen Länderspielen mehr.
Nach Kriegsende blieb Leibenguth noch einige Monate bei Düren 99, wo er bereits als Kriegsgastspieler gewesen war (desgleichen bei Hertha BSC), kehrte dann aber in seine saarländische Heimat zurück und schloss sich erneut dem VfB Neunkirchen an, den er in der Schlussphase der Saison 1945/46 in der neu gegründeten Oberliga Saar/Pfalz/Hessen verstärkte. 1947/48 spielte Leibenguth seine beste Saison für die Mannschaft vom Ellenfeldstadion. Von den 26 Punktspielen bestritt er 20 Begegnungen und wurde mit 39 Punktspieltoren Torschützenkönig seiner Mannschaft. 1948 wurden die saarländischen Vereine aus der Oberliga ausgegliedert und mussten bis 1951 in der „Ehrenliga Saarland“ antreten. Mit seinem Stürmer Erich Leibenguth wurde der VfB Neunkirchen 1948/49 souverän Saarlandmeister. Der inzwischen 32-jährige Leibenguth wurde jedoch nur in vier Punktspielen eingesetzt und erzielte von den 106 Punktspieltoren des Meisters lediglich einen Treffer.
Das autonome Saarland unterhielt zwischen 1950 und 1956 eine eigene Fußballnationalmannschaft. Leibenguth war von 1950 bis 1952 saarländischer Nationalspieler und bestritt in dieser Zeit fünf der sechs ausgetragenen Länderspiele der Saarländer. Bis zu seinem Ausscheiden aus der Nationalmannschaft war er mit fünf Treffern deren bester Torschütze.
Zur Saison 1951/52 durften die Neunkircher, die inzwischen wieder ihren historischen Namen Borussia angenommen hatten, in die Oberliga Südwest zurückkehren. Für Leibenguth war es zugleich die letzte Spielzeit in Neunkirchen, er bestritt noch 20 Oberligapunktspiele und erzielte dabei elf Tore an der Seite der Mitspieler Werner Emser, Ewald Follmann und dem Torschützenkönig Gerhard Siedl mit 26 Treffern. In seinen sieben Neunkirchener Jahren wurde er in 65 Punktspielen eingesetzt und erzielte 63 Tore. Für eine Saison war er noch als Spielertrainer beim TSC Zweibrücken in der 2. Oberliga Südwest aktiv. Später war er bei seinem Heimatverein SSV Wellesweiler als Trainer tätig.

## Presse
- kicker SPORTMAGAZIN: Nur vier Spieler kamen nach dem Krieg zurück, Ausgabe 94 vom 22. November 2010.